# Carlton (Montana)
Carlton – jednostka osadnicza w Stanach Zjednoczonych, w stanie Montana, w hrabstwie Missoula.